# Личаківський цвинтар

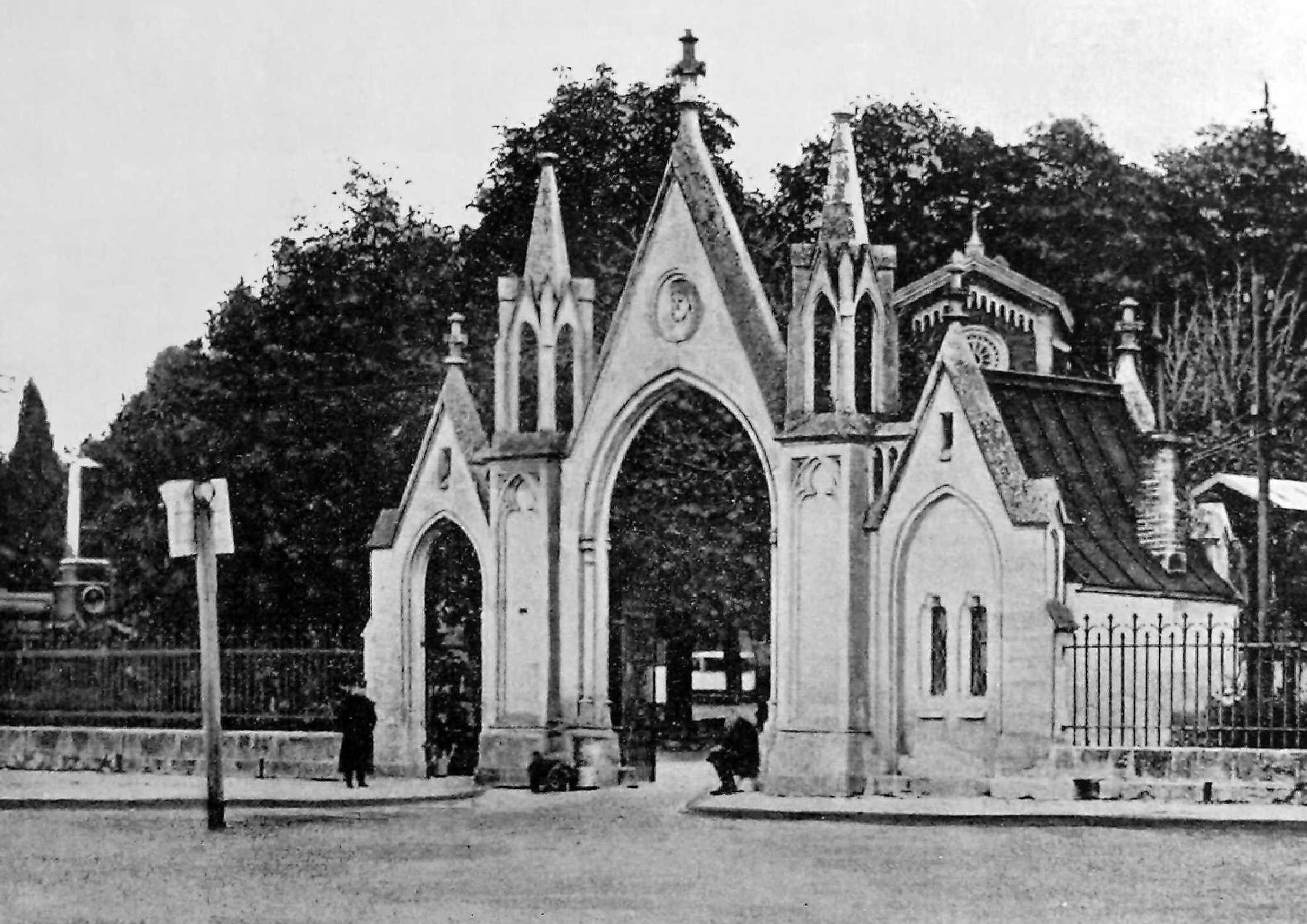
Головні ворота (бл. 1900)

Державний історико-культурний музей-заповідник «Лича́ківський цви́нтар» — меморіальний цвинтар у Львові. На 86 полях загальною площею 40 га тут розміщені понад 300 тисяч поховань (зокрема понад 2000 гробівців), на могилах встановлено близько 500 скульптур і рельєфів. Відкритий 1786 року, один із найстаріших теперішніх комунальних цвинтарів Європи.
Головний вхід на цвинтар з вулиці Мечникова, № 33, навпроти кінця вулиці Пекарської. Вхід платний для групових екскурсій.

## Історія
Існує з 1786 року — після того, як австрійська влада заборонила ховати людей на старих кладовищах, розміщених тоді в місті навколо храмів. Відтоді був одним із 4 цвинтарів Львова (решта три давно не існують) і призначався для Середмістя і IV дільниці Львова. На цвинтарі ховали здебільшого заможних і видатних мешканців міста, хоча ще на початку XVI ст. цю місцевість уже використовували для поховань знедолених. Національність похованих була різною, про що свідчать написи на пам'ятниках різними мовами: латиною, польською, німецькою, голландською, румунською, грецькою. А найдавніший напис російською є на могилі українського вченого, історика та етнографа Дениса Зубрицького (1777—1862).
Цвинтар розпочинався з ділянок, які нині займають поля 6, 7, 9, 10, 14. Найдавніші збережені могильні плити Личакова належать до 1787 і 1797 років.
У 1790, 1804 та 1808 роках відбулося значне розширення площі кладовища за рахунок купівлі прилеглих земельних ділянок від приватних власників. Наступне розширення кладовища відбулося 1856 року. Тоді університетський ботанік Карл Бауер разом із керівником цвинтаря Титом Тхужевським впорядкували територію. Були сплановані алеї та доріжки, кладовищу надали характеру паркової зони.
Згідно з австрійським законодавством, могили, за якими ніхто не доглядав і за які не сплачено протягом 25 років, можна було зрівнювати із землею, а на їхньому місці дозволялися нові поховання. На Личаківському цвинтарі було встановлено каменедробарку для подрібнення старих пам'ятників. Отриманий таким чином матеріал використано для фундаментів мурованої огорожі цвинтаря і для шутрування доріжок.. Через те трьохсотрічної давності надгробних плит на Личакові збереглося не так уже й багато, хіба що плита з вірменським написом і датою «1675» та ще кілька. У 1875–1876 роках скульптори Леопольд Шімзер і Юзеф Шидловський вирізьбили зі старих надгробків кам'яну неоготичну браму за проєктом архітектора Юліуша Гохберґера. На брамі вмонтовано барельєф, що зображує Ісуса Христа, роботи Еміля Шредля.
У ті ж часи[коли?] склалася традиція, за якою на полі № 1 ховали найвидатніших громадян міста. На решті полів на вільних ділянках ховали й простих людей.
У міжвоєнний період нові пам'ятники ставали щоразу більш типовими. В оздобленні значно зменшилась роль скульптури. Тенденцію не вдалось подолати навіть після створення 1922 року комісії, очолюваної Ігнатієм Дрекслером і Вітольдом Долинським, яка контролювала мистецький рівень пам'ятників. Тоді ж, у 1920-х роках Дрекслер розробив проєкт розширення цвинтаря та покращення планування.
Наприкінці жовтня 1939 року ширились чутки про підготовку повстання проти радянської окупації. У пошуках зброї, НКВС проводив обшуки гробівців Личаківського і Янівського цвинтарів. Під час Другої світової війни цвинтар занепав. Частину надгробків із різних причин понищили. Після війни на кладовищі почали споруджувати стандартні надгробки, виготовлені комбінатом похоронного обслуговування. Через непродуману процедуру призначення місць під нові поховання, відсутність належного догляду за могилами людей, родини яких виїхали до Польщі, брак коштів на охорону цвинтар зазнав значних шкод і руйнувань, постраждало багато пам'яток — надгробків високої мистецької цінності. Через це вже від середини 1970-х років громадськість Львова, представники творчої інтелігенції, Українське товариство охорони пам'яток історії та культури, ЗМІ неодноразово зверталися до владних структур з вимогою надання кладовищу статусу заповідника, охорони та реставрації його мистецької спадщини. 1975 року прийнято рішення про припинення поховань. Виняток робиться лише для особливо відомих особистостей, родин, які мають власні гробівці, а також, в окремих випадках допускаються підзахоронення в існуючі могили родичів після 25-літнього строку поховання.
Вагому роль зіграло Товариство Лева, члени якого з весни 1987 року взялися за відновлення могил і гробівців. До цього молодих людей спонукала стаття Федора Братишана «Занедбана могила» («Жовтень», 1987, № 3), в якій ішлося про акти вандалізму на Личаківському цвинтарі та руйнування могил відомих громадсько-політичних і культурних діячів України (ЕІУ).

Стенд-мапа Личаківського цвинтаря

10 липня 1990 року ухвалою Львівської міської Ради народних депутатів територію Личаківського кладовища оголошено історико-культурним заповідником місцевого значення. 1991 року до його складу включено кладовище Пагорб Слави. 2001 року при музеї створено науковий відділ, який займається вивченням і популяризацією питань, пов'язаних із цвинтарем.

## Каплиці

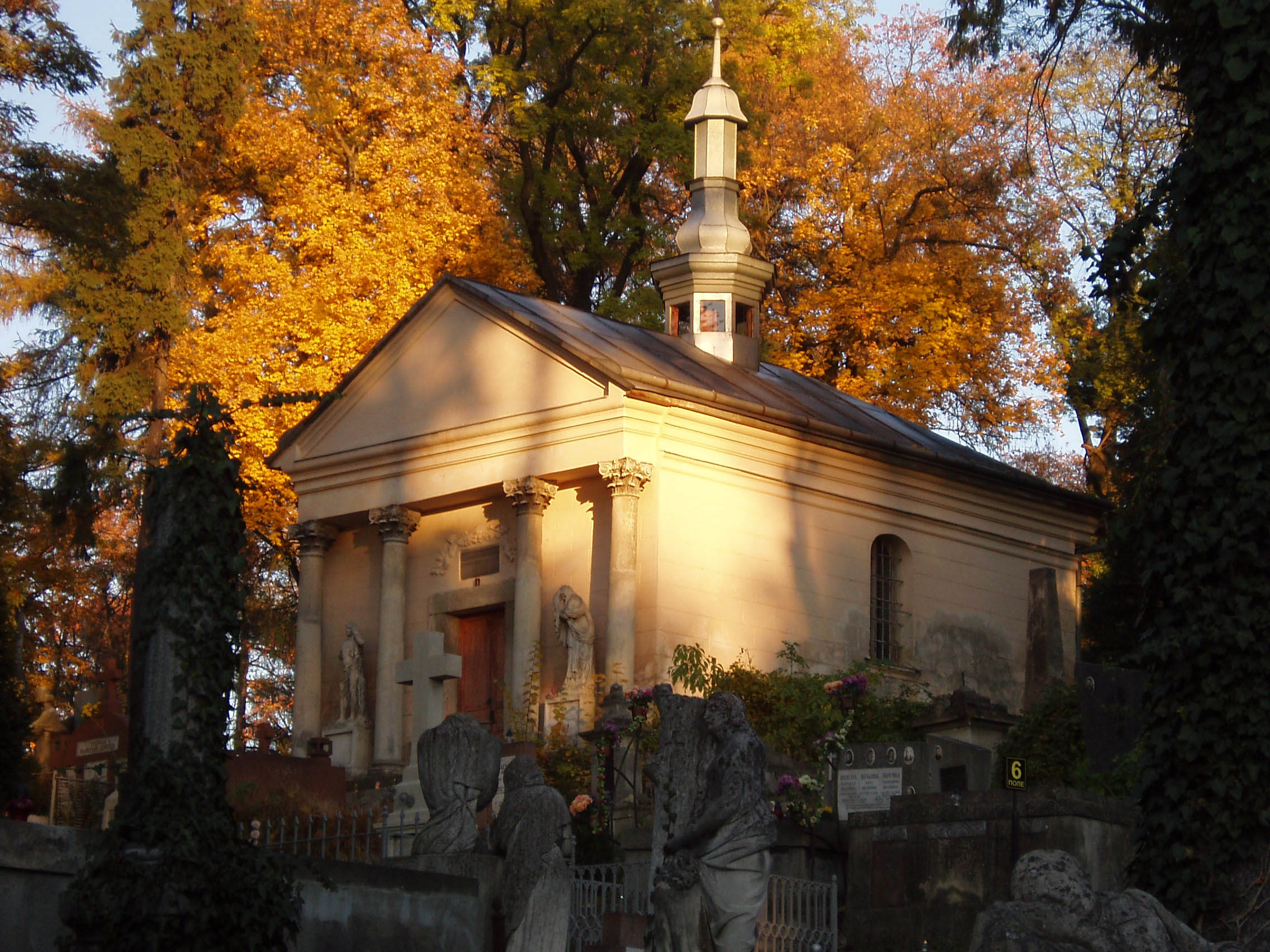
Каплиця Дунін-Борковських

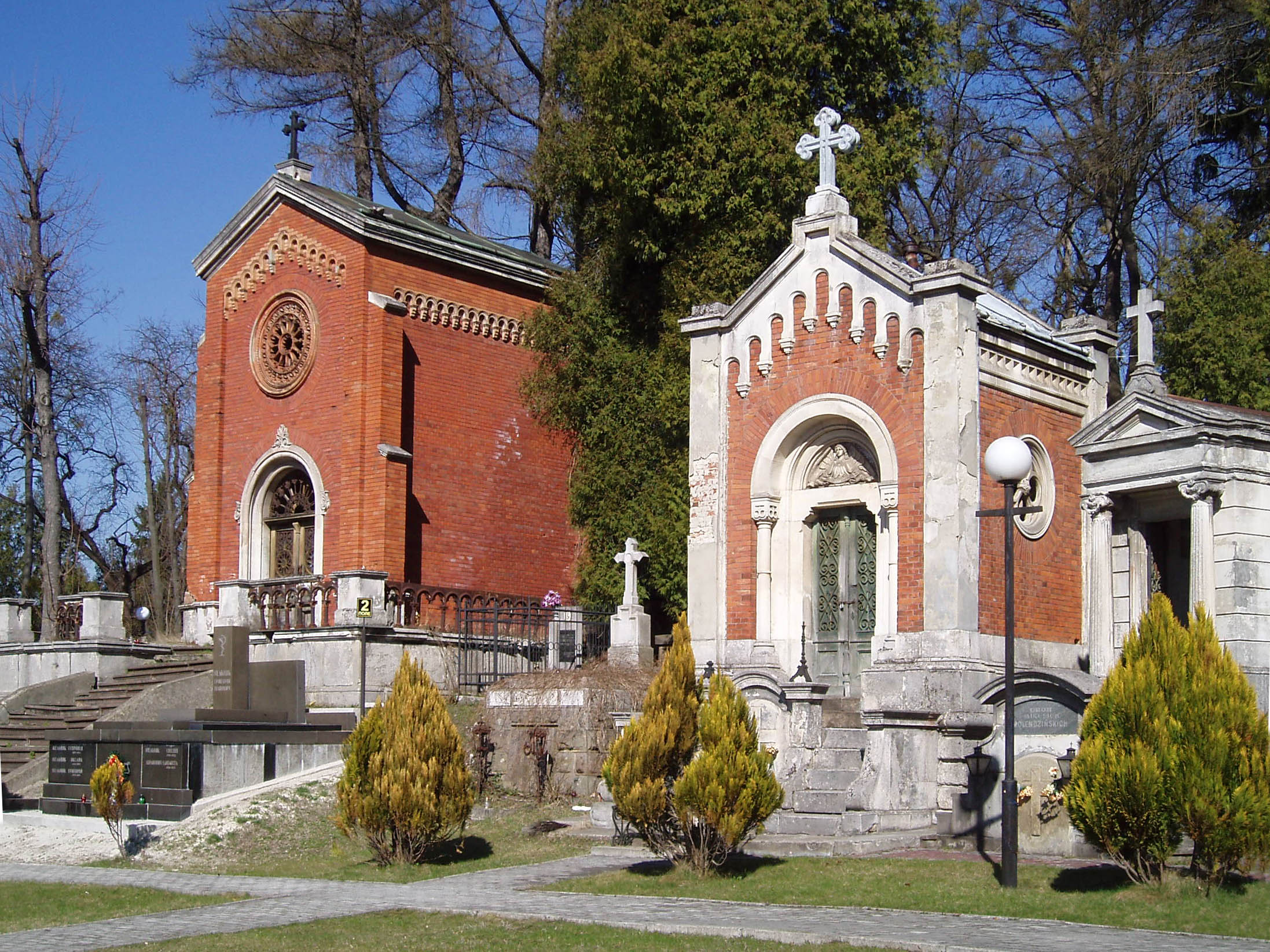
Каплиці Кшечуновичів і Кисельків

Пам'ятник жертвам розстрілів у тюрмі на Лонцького

На цвинтарі збереглися 24 каплиці — усипальниці заможних, переважно шляхетських родин. Першими від головного входу на цвинтар є дві неороманські каплиці Кшечуновичів і Кисельків (архітектор Філіп Покутинський), неокласицистична — родини Моледзінських, каплиці Адамських, Лодинських, Бачевських (остання за проєктом Яна Шульца). Найвіддаленішою від головного входу є неоготична каплиця Цетнерів, збудована у 1890–1891 роках фірмою Івана Левинського за проєктом Яна Томаша Кудельського. Скульптурне оздоблення — ймовірно Петра Гарасимовича.
Найдавніша каплиця збудована 1812 року за проєктом невідомого архітектора у стилі класицизму. Замовив її Леонард Вінцент Дунін-Борковський після смерті дружини. Фасад був оздоблений бронзовим родинним гербом Лебідь (у тимпані), фронтон вінчала статуя Харона, між колонами портика були статуї плакальників — жінки та юнака. Збереглися лише дві останні. Автором скульптурного оздоблення був Гартман Вітвер. 1880 року на замовлення Юрія Дуніна-Борковського для однієї з гілок цього роду збудували другу каплицю. За архітектурою вона значно скромніша. У радянський час обидві каплиці дійшли до стану руїни, зокрема 1985 у першій із них сталась пожежа. Після 1990 обидві будівлі відреставрували.
1885 року на полі, що тепер має № 70 збудовано каплицю Барчевських. Виконана повністю із тесаного каменю, в архітектурі поєднано неороманський та неовізантійський стилі. Загальна площа капиці-мавзолею разом із прилеглою територією сягає 200 м². Проєкт архітектора Владислава Галицького, виконала фірма Леопольда Шімзера. 1941 року купол пошкоджено при бомбардуванні. Тут поховано землевласника Пробуса Барчевського (1833—1884) та кількох близьких родичів.
Каплиці збудовано також на цвинтарі, де поховані польські учасники боїв за Львів 1918—1919 років (архітектор Рудольф Індрух) та на полі українських почесних поховань (архітектор Олександр Ярема).
Інші каплиці:
- Моровських (3-є поле)
- Ґоломбів (8-е поле)
- Маусів і Брудницьких (71 п.)
- Михалини з Гумовських Холоневської (1851—1889), побудована за проєктом архітектора Генрика Пер'є (71 п.)
- родини Гелени Фройнд (1А п.),
- Ґноїнських (1 п.) у вигляді альтанки
- Фелікса і Марії з Квецінських Яворських (71 п.)
- Пайончковських (57 п.)
- Фоґтів (71 п.).
- вірменських бенедиктинок (5 п.)
- греко-католицьких бенедиктинок (6 п.)

## Військові поховання

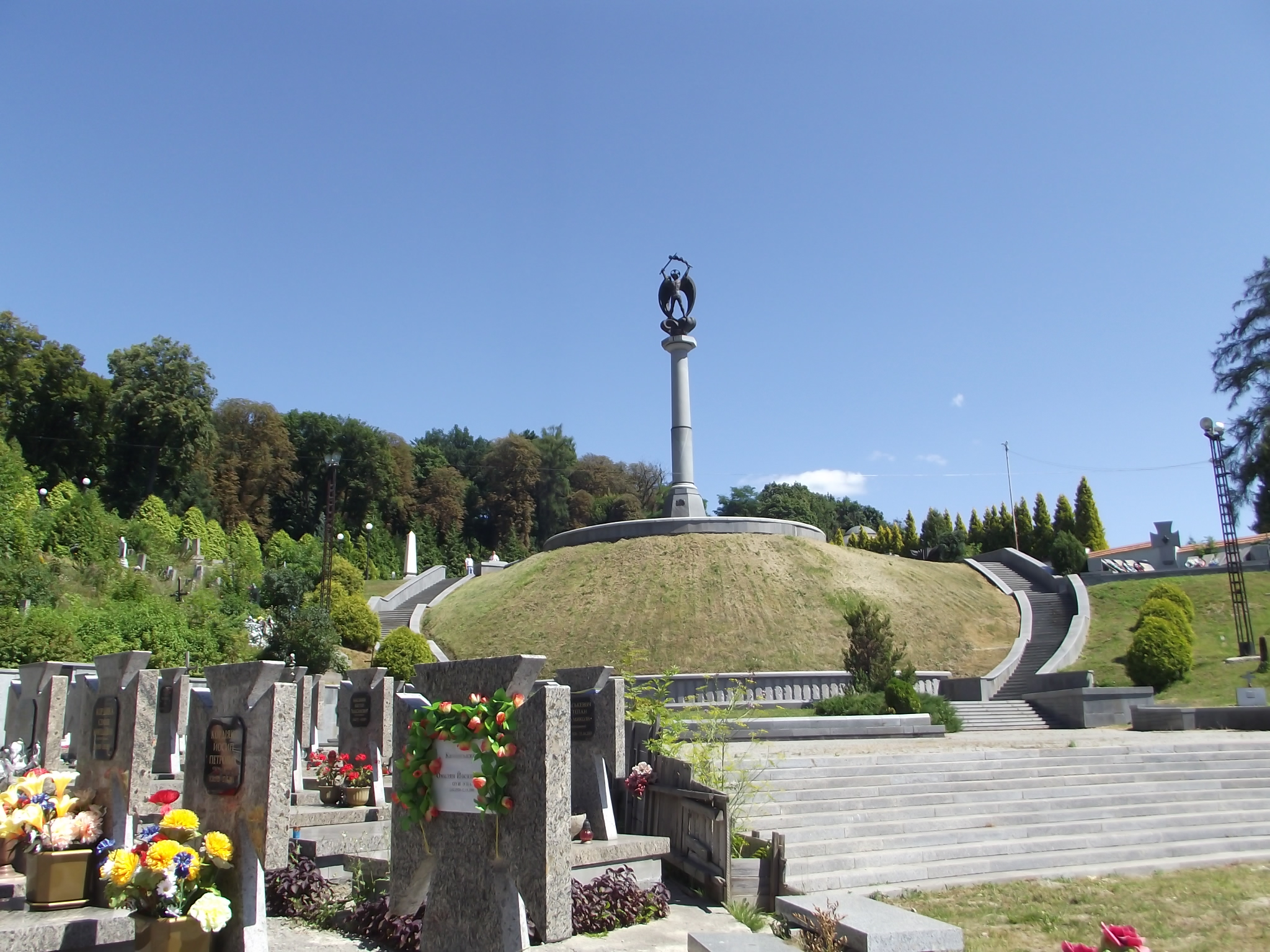
Меморіал воїнам Української Галицької армії

На території цвинтаря є ряд військових меморіалів. До найдавніших належать поховання учасників польського повстання 1830–1831. Початково повстанців ховали у звичайному порядку. На території цвинтаря збереглось 146 таких могил. 1880 року, напередодні 50-річчя повстання, для створення окремого пантеону місто виділило спеціальну ділянку (нині — у межах поля 71), де поховали 47 ветеранів повстання. Посеред ділянки встановили пам'ятник — великий символічний саркофаг, частково оповитий прапором, на якому складено шаблі й уланську каску (скульптор Генрик Пер'є). На саркофазі напис: Exoriare aliquis nostris ex ossibus ultor. Нижче — Weteranom Wojska Polskiego z 1830/31 r. У радянський час частину цвинтаря повстанського знищили, влаштувавши поховання деяких партійних діячів.
На цвинтарі також поховано близько 230 учасників повстання 1863—1864 (більшість із них — на узвишші посеред цвинтаря).
1922–1939 — на прилеглій території, яка нині у складі цвинтаря, створили пантеон польських військових, учасників Українсько-польської війни (1918—1919) та польсько-радянської війни (1920). Поруч, на полі № 78, свого часу запланували збудувати меморіал воїнам Української Галицької армії. 1992 інститут «Укрзахідпроектреставрація» розробив перший проєкт. Але до його реалізації не дійшло. Будівництво розпочали лише 1998 за проєктом архітектора Михайла Федика та інституту «Містопроект», скульпторів Дмитра Крвавича та Миколи Посікіри. Каменярські роботи виконала фірма «Ренесанс», а бронзову скульптуру — на Львівській кераміко-скульптурній фабриці. 1 листопада 2002 року сюди у меморіальну каплицю перенесли прах президента ЗУНР Євгена Петрушевича. Тоді ж у Стіні пам'яті перепоховано прах Дмитра Вітовського і Юліана Чучмана.
На полі № 82 містився цвинтар австрійських, німецьких і турецьких солдатів Першої світової війни, українських січових стрільців і польських легіонерів. У 1946—1947 могили були знищені, а пізніше на цьому місці влаштували поховання працівників НКВД. На початку вересня 1995 мешканець смт Дубляни Степан Пахолко виявив на території заводу залізобетонних виробів тресту «Львівсільбуд» кілька десятків понищених хрестів. Зіставивши збережені написи з наявною на той час літературою, Степан Пахолко самостійно ідентифікував їх як надгробки поховань I Світової війни з поля № 82 Личаківського цвинтаря, що потім підтвердив дослідник Личакова Григорій Лупій. Уламки перенесено на територію цвинтаря.

## Останні поховання
Кладовище вважається музеєм, закритим для поховань. Винятки роблять для видатних львів'ян, репресованих, політв'язнів, воїнів УПА і загиблих у теперішній російсько-українській війні. Зокрема, на Алеї Героїв похований Юрій Вербицький із Небесної сотні, а на Полі почесних поховань — генерал-майор Сергій Кульчицький.
Після внесення офіційної плати і з дозволу міської ради можна отримати в оренду місце на 20 років (потім можна продовжити ще на той самий термін), або площу для зведення склепу. Підпоховання до прямих родичів на Личаківському кладовищі коштує від 3 тис. грн до 40 тис. грн. А максимальна орендно-охоронна плата за місце на Личаківському — 80 тис. грн, якщо підпоховання відбуватиметься у гробниці. Щороку на Личаківському кладовищі відбувається близько 100 поховань.

## Скульптори надгробків

Барельєф на гробівці родини Гюрковичів. Проєкт Людомила Гюрковича, скульптор імовірно Юліан Міколайський. 1933 рік

Надгробки 1-ї половини 19 століття виконані здебільшого у класицистичному стилі. Серед скульпторів:
- Гартман Вітвер
- Антон і Йоганн Шимзери
- Павло Ойтелє

У 2-й половині 19 — на початку 20 століття їхні традиції з виразним впливом західноєвропейської скульптурної школи (еклектика, сецесія, ар деко) продовжили:
- Абель Марія Пер'є
- Генрик Пер'є
- Парис Філіппі
- Юліан Марковський
- Едмунд Яскульський
- Тадеуш Баронч
- Ципріан Годебський
- родина Тировичів
- Вітольд Равський

До 1944 року на кладовищі працювали також такі українські майстри, як Григорій Кузневич і Сергій Литвиненко.
Зі скульпторів повоєнного часу свої твори на Личакові залишили зокрема:
- Євген Дзиндра
- Теодозія Бриж
- Євген Прокопович (автор низки образів скорботних дівчат, зокрема в українських строях)
- Петро Кулик
- Лука Біганич
- Валентин Подольський
- Еммануїл Мисько
- Петро Дзиндра
- Любомир Яремчук
- Микола Посікіра

## На цвинтарі поховані
- письменники:

Дмитро Бандрівський, Владислав Белза, Ростислав Братунь, Ірина Вільде, Андрій Волощак, Олександр Гаврилюк, Володимир Гжицький, Назар Гончар, Северин Ґощинський, Габріеля Запольська, Марія Казецька, Петро Карманський, Петро Козланюк, Марія Конопницька, Василь Левицький, Костянтина Малицька, Григорій Нудьга, Юліан Опільський, Марійка Підгірянка, Василь Пачовський, Ігор Римарук, Михайло Рудницький, Яків Стецюк, Сидір Твердохліб, Степан Тудор, Осип Турянський, Григорій Тютюнник, Роман Федорів, Іван Франко, Григорій Чубай, Кароль Шайноха, Маркіян Шашкевич, Юрій Шкрумеляк, Михайло Яцків, Мариля Вольська; Рута Вітер (Юлія Пігель)
- художники, скульптори:

Стефанія Шабатура, Роман Безпалків, Ігор Боднар, Теодозія Бриж, Віталій Гінзбург, Яків Гніздовський, Войцех Грабовський, Артур Гротгер, Євген Дзиндра, Михайло Дзиндра, Павло Ковжун, Олена Кульчицька, Осип Курилас, Леопольд Левицький, Євген Лисик, Еммануїл Мисько, Антін Манастирський, Ярослава Музика, Олекса Новаківський, Станіслав Рейхан, Юзеф Рейхан, Віктор Савин, Іван Севера, Юрій Стефанчук, Іван Труш, Антон Шімзер, Йоан Шімзер, Богдан Романець, Степан Яжимовський;
- мистецтвознавці:

Борис Возницький, Микола Голубець, Андрій Дорош, Михайло Драган, Іларіон Свєнціцький;
- архітектори:

Іван Багенський, Януш Вітвіцький; Зиґмунт Ґорґолевський, Юліан Захарієвич, Іван Левинський, Генріх Швецький-Вінецький;
- композитори:

Василь Барвінський, Ігор Білозір, Анатоль Вахнянин, Ян Галль, Володимир Івасюк, Микола Колесса, Анатолій Кос-Анатольський, Станіслав Людкевич, Роман Сімович, Йоганес Рукґабер, Мирослав Скорик;
- фольклористи, етнографи:

Володимир Барвінський, Іван Вагилевич, Володимир Гнатюк, Філарет Колесса, Осип Роздольський;
- музиканти:

Сергій Кузьминський, Ігор Лацанич, Дем'ян Пелехатий, Василь Герасименко;
- артисти та режисери:

Володимир Данченко, Зінаїда Дехтярьова, Надія Доценко, Павло Кармалюк,
Соломія Крушельницька, Іван Мацялко, Борис Романицький, Іван Рубчак, Олег Сталінський, Борис Тягно, Василь Яременко, Анна Ґостинська, Володимир Ігнатенко, Ігор Кушплер, Василь Сліпак, Ася Бурштейн;Петро Бенюк
- науковці:

Вітольд Ауліх, Освальд Бальцер, Стефан Банах, Олександр Барвінський, Яків Беркман, Іван Верхратський, Северин Відт, Михайло Возняк, Ярослав Дашкевич, Бенедикт Дибовський, Ілля Зайченко, Мирон Зарицький, Йосип Застирець, Михайло Кобрин, Мирон Кордуба, Юрій Киричук, Іван Крип'якевич, Володимир Левицький, Степан Макарчук, Орест Мацюк, Василь Міліянчук, Андрій Моторний, Олександр Огоновський, Омелян Огоновський, Ярослав Підстригач, Антон Петрушевич, Степан Посацький, Богдан Пташник, Михайло Ролле, Василь Сімович, Анатолій Сохнич, Олена Степанів, Євген Черкашин, Олександр Чоловський, Ісидор Шараневич, Михайло Шереметьєв, Людмила Шпинова, Василь Щурат, Франц Ксаверій Ковалишин, Богдан Януш
- громадські, політичні, державні діячі:

Ярослав Барановський, Володимир Барвінський, Ядвіга Богданович, Дмитро Вітовський, Петро Дужий, Катерина Зарицька, Ілля Кокорудз, Адам Коцко, Маріян Коць, Ярослав Кулачковський, Іван Куровець, Михайло Матчак, Євген Петрушевич, Генрик Ревакович, Юліан Романчук, Людвиг Сальо, Михайло Сорока, Семен Стефаник, Олександр Тисовський; Наталія Шухевич дружина головокомандувача УПА; Юрій Шухевич брат головокомандувача УПА; Євгенія Шухевич мати головокомандувача УПА; Наталія Шухевич сестра Головокомандувача УПА, Ірина Калинець, Ірина Сеник, Михайло Горинь, Іван Кандиба.
- публіцисти:

Ярослав Галан, Осип Мончаловський, Мілена Рудницька;
- єпископи УГКЦ:

Григорій Яхимович (1792–1863), Спиридон Литвинович (1810–1869), Михайло Куземський, Юліан Сас-Куїловський, Миколай Чарнецький.
- військові: Юліан Ордон, Роман Сушко, Могаммед Садик-бей Агабек-заде
  - Герої Радянського Союзу: Анохін Сергій Григорович, Антонов Володимир Олександрович, Бобровський Олександр Андрійович, Бовкун Іван Михайлович, Воздвиженський Микола Миколайович, Голдобін Микола Іванович, Гопник Хаскель Моїсейович, Дем'яненко Іван Микитович, Дідок Яків Терентійович, Ємельянов Іван Олексійович, Зінуков Михайло Семенович, Ісаєв Микола Васильович, Кармішин Дмитро Дмитрович, Липатенков Федір Петрович, Мусієнко Іван Олександрович, Немчінов Іван Миколайович, Павлов Олександр Георгійович, Сурков Федір Павлович, Тюріков Сергій Петрович,Ярцев Володимир Григорович
  - повні кавалери ордена Слави: Радченко Іван Семенович

### Поле почесних поховань
«Поле почесних поховань» займає частину поля № 67. Започатковане перенесенням сюди тлінних останків Катерини Зарицької (1914–1986). Поряд похований її чоловік Михайло Сорока (1911–1971). Його прах перенесено з радянського концтабору № 17 у Мордовії (1991).
1997 — тут поховали визначного діяча УПА Петра Дужого (1916–1997)
2012 — тут поховано політв'язня радянських часів, українську державну діячку, письменницю, вчену Ірину Калинець (6.12.1940 — 31.07. 2012)
2013 — поховано українського правозахисника, дисидента і політв'язня радянських часів Михайла Гориня  (17 червня 1930 — 13 січня 2013)
2022 — поховано українського політичного діяча, дисидента, політв'язня радянських часів Юрія Шухевича (28 березня 1933 — 22 листопада 2022)
Передбаченою реконструкцією до території Поля почесних поховань буде долучено могили визначних діячів культури:
- народного артиста України Бориса Романицького (1891–1988)
- народної артистки Надії Доценко (1914–1994)
- артиста балету Олега Сталінського (1907–1980)
- заслуженої артистки України Ніни Тичинської (1943–1989)
- громадського діяча та поета Ростислава Братуня (1927–1995),
- Дем'яна Пелехатого (1926–1994)
- 30 жовтня 2010 року похований Лев Ребет та його дружина Дарія Цісик останки яких перепоховали з Мюнхенського кладовища Вальдфрідгоф.

### Поле №1
Поле № 1 з кінця 19 століття стало своєрідним пантеоном заслужених львів'ян. Тут в гробниці родини Свачинських знаходилося перше поховання Івана Франка. Тут також поховані відомі діячі:
- письменники:
  - Андрій Волощак (1890—1973)
  - Ярослав Галан (1902—1949)
  - Володимир Ґжицький (1895—1973)
  - Василь Пачовський (1878—1942)
  - Григорій Тютюнник (1920—1961)
  - Петро Козланюк (1904—1965)
  - Петро Інгульський (1912—1976)
  - Михайло Яцків (1873—1961)
  - Степан-Юрій Масляк (1895—1960)
- художники:
  - Ян Дашек (1837–1904)
  - Іван Труш (1869–1941)
  - Осип Курилас (1870—1951)
  - Віктор Савин (1907—1971)
- скульптор Іван Севера (1891—1971)
- громадсько-політичні діячі:
  - Омелян Огоновський (1833—1894)
  - Роман Сушко (1894—1944)
  - Осип Марков (1849—1909)
  - Ольга Ціпановська (?-1944)
- науковці
  - Микола Голубець (1891—1942)

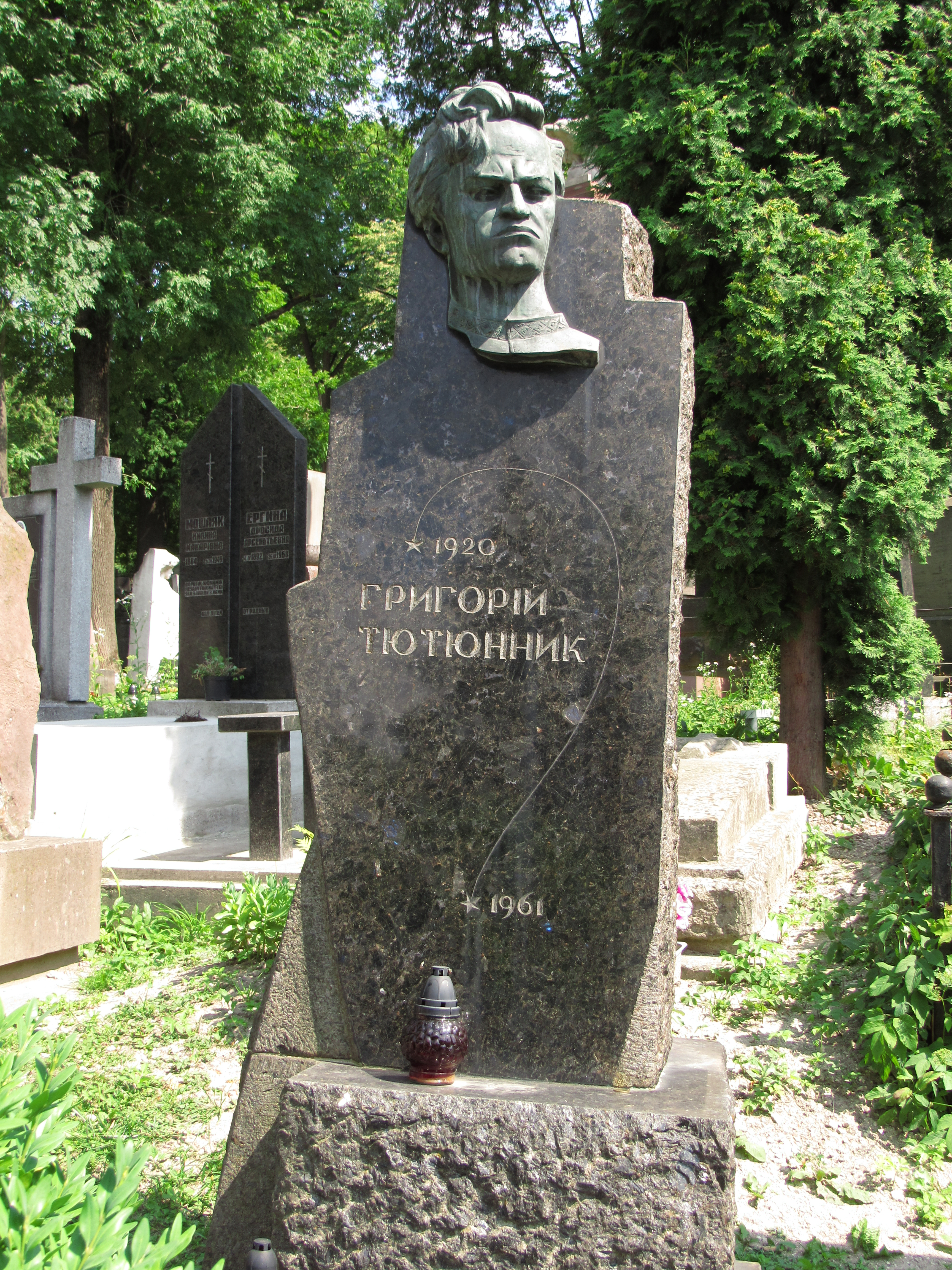
Надгробок Григорія Тютюнника

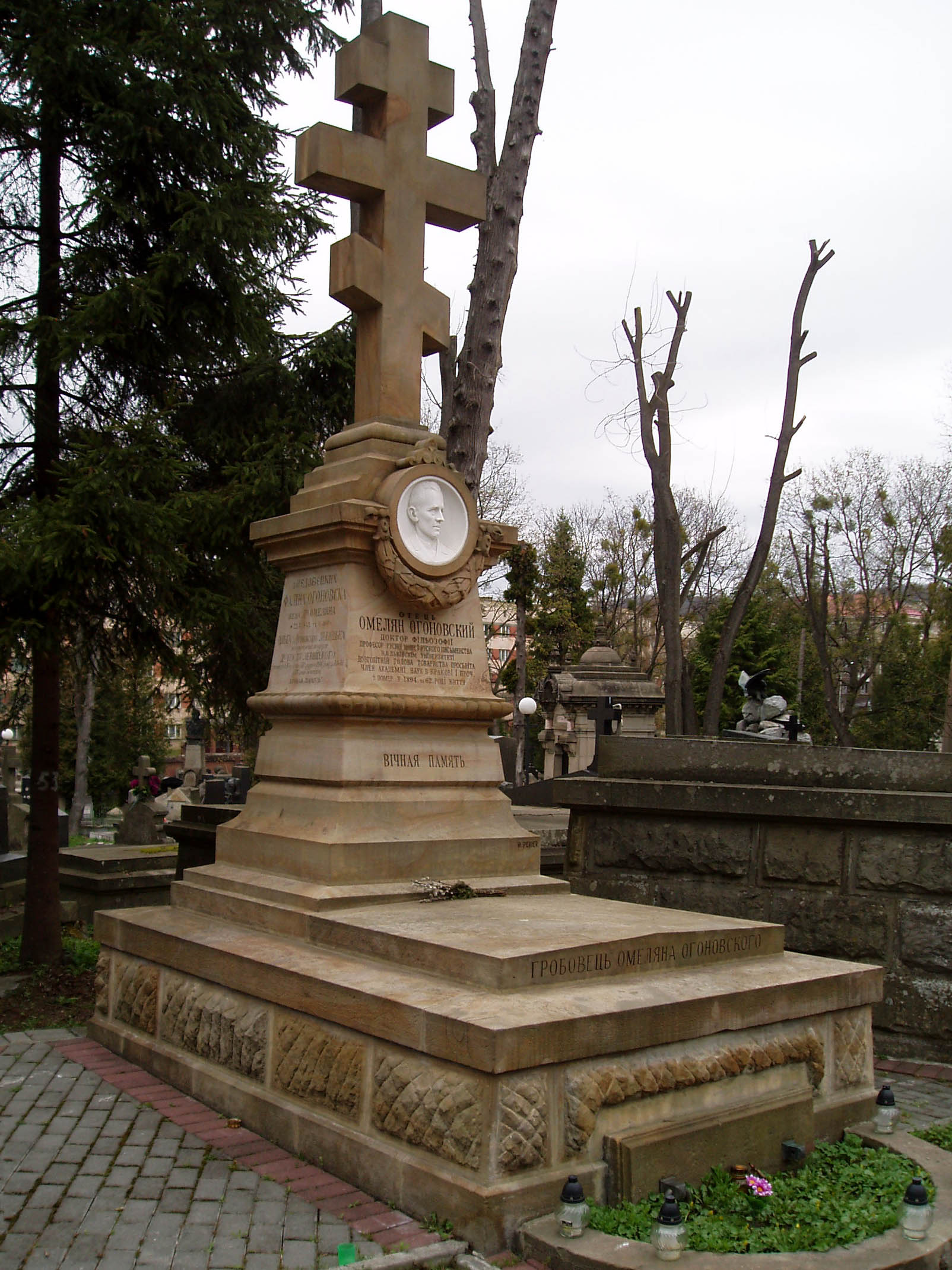
Гробівець Омеляна Огоновського

  - професор Ілля Леонтійович Зайченко (1896—1964)
  - академік Михайло Возняк (1881—1954)
  - професор Степан Щурат (1909—1990)
- зодчі:
  - Іван (Ян) Багенський (1883—1967)
  - Адам Курилло (1889—1980)
  - Генріх Швецький-Вінецький (1901—1965)

1896 — на полі було споруджено фірмою Ю. Марковського за проєктом Т. Баронча пам'ятник польському повстанцю, герою оборони Варшави у 1831 році Ю. Ордону, прах якого було перевезено з Флоренції. Навколо овальної площі нижче цього пам'ятника, поховані:
- Антоній Дурський[21] (1854—1908)
- Станіслав Щепановський (1846—1900) — піонер нафтової промисловості в Галичині
- президенти Львова Міхал Міхальський (1846—1907), Тадеуш Рутовський (1853—1918), Годзімір Малаховський (1852—1908).

На прилеглих ділянках поховані:
- Конопницька Марія (1842—1910)
- Габріеля Запольська (1857—1921)
- Владислав Белза (1847—1913)
- Северин Ґощинський (1801—1876)
- Зиґмунт Ґорґолевський (1845—1903)
- Олександр Чоловський (1865—1944)
- Кароль Скібінський (1849—1922).

Виділяється серед інших високим мистецьким виконанням пам'ятник на могилі родини Закрейсів роботи скульпторів Яна Нальборчика та Броніслава Солтиса.
У радянський період на першому полі були поховані:
- Ярослав Галан (1902—1949)
- Кузьма Пелехатий (1886—1952)
- Семен Стефаник (1904—1981)
- Микола Гнидюк (1918—1976)
- Дудикевич Богдан  (1907-1972)
- Юрій Мельничук (1921—1963)
- Микола Максимович (1914—1981)
- Марія Кіх (1914—1979)
- Ілля Леонтійович Зайченко (1896—1964)
- Василь Бісярін (1912—1969)
- Микола Абашин (1922—1989) та інші.

### Могили на початку головної алеї
Головна алея цвинтаря починається між каплицями Адамських та Бачевських і видовженим овалом проходить через все кладовище. На початку алеї утворився український меморіал на полях № 3, 4, 5 і прилеглих.
Найвизначніші пам'ятники, могили вдзвовж головної алеї:
- пам'ятник Великому Каменяреві на могилі Івана Франка — встановлений у 1933 році. Сюжет пам'ятника роботи скульптора С. Литвиненка пов'язаний з відомою поемою «Каменярі».
- пам'ятник «Будителю Русі» на могилі Маркіяна Шашкевича, виконаний у майстерні Генрика Пер'є.
- пам'ятник на могилі Володимира Барвінського скульптора С. Р. Левандовського.
- поруч розташована гробниця та поховання Барвінських, серед яких зокрема Олександр та Василь Барвінські.
- пам'ятник Орфею на могилі Соломії Крушельницької.
- пам'ятник на могилі мецената, почесного громадянина Львова Василя Іваницького.

### Зниклі могили
- Володимира Масляка[22]

## Світлини

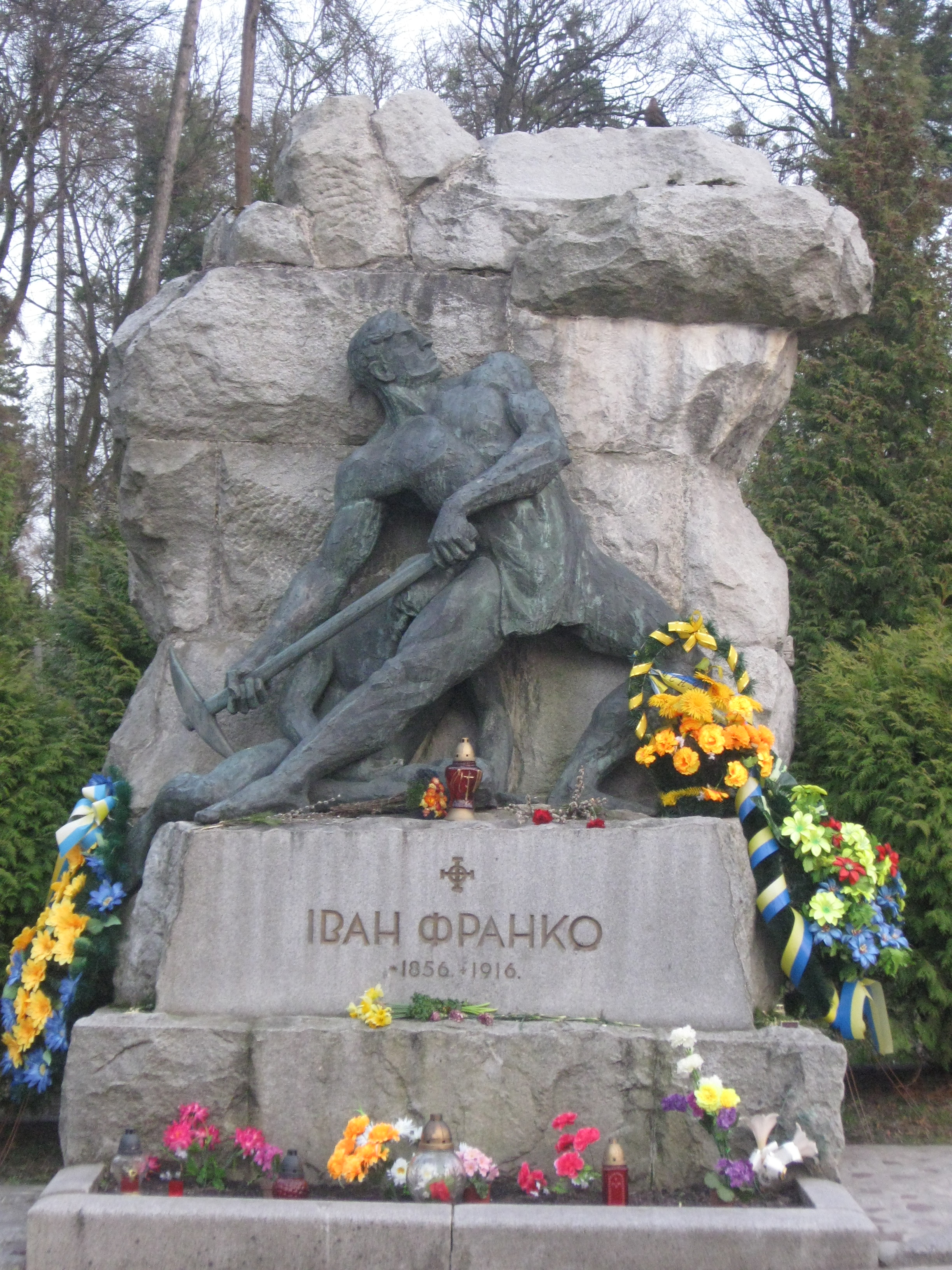
Надгробок Івана Франка
Надгробок Володимира Івасюка
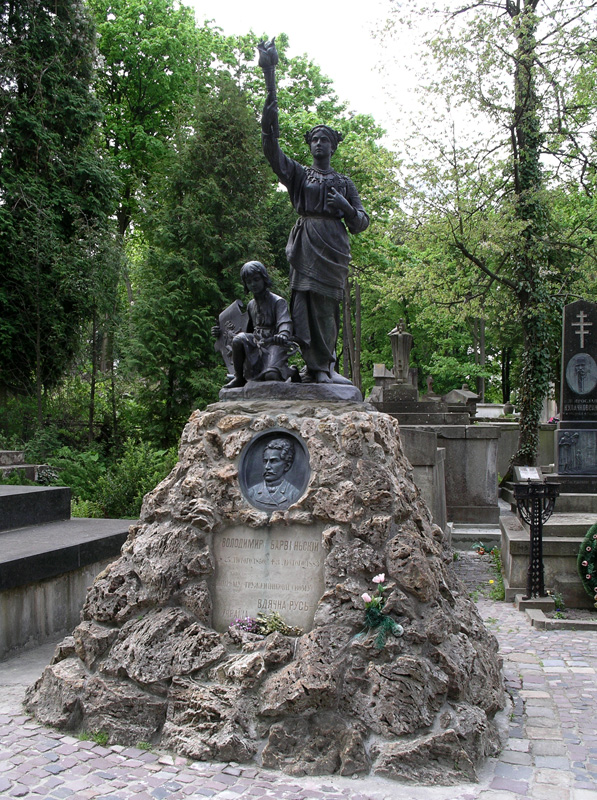
Надгробок Володимира Барвінського
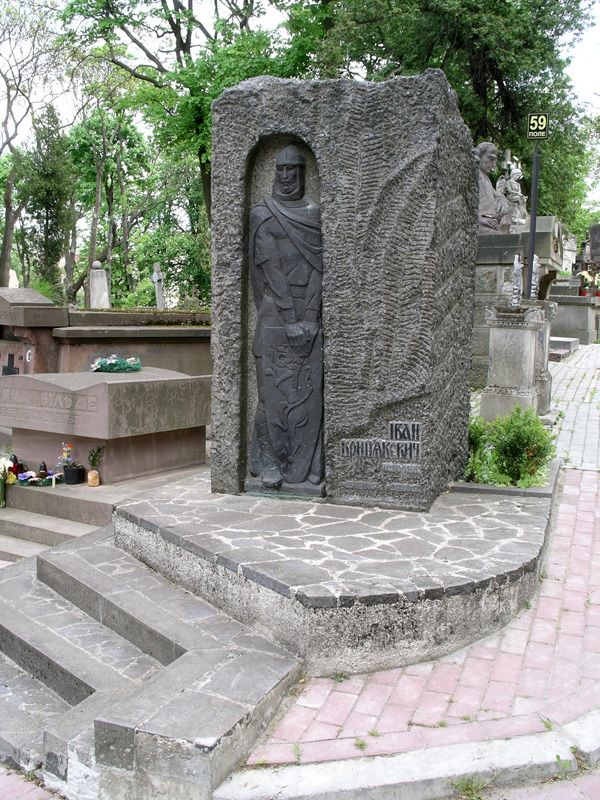
Надгробок Івана Крип'якевича
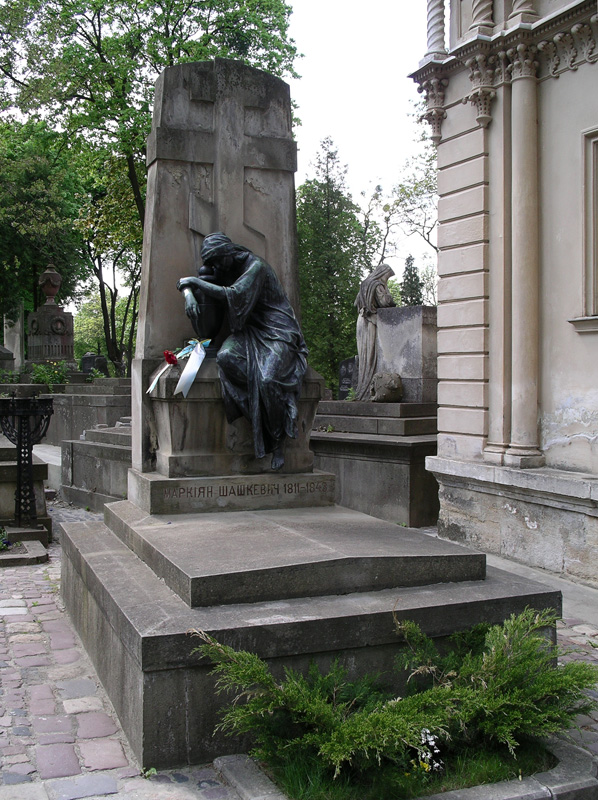
Надгробок Маркіяна Шашкевича
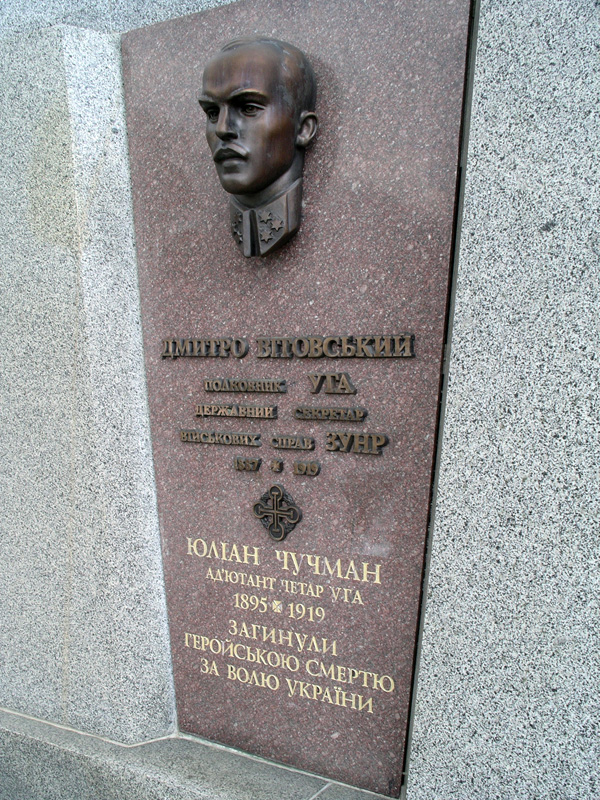
Надгробок Дмитра Вітовського
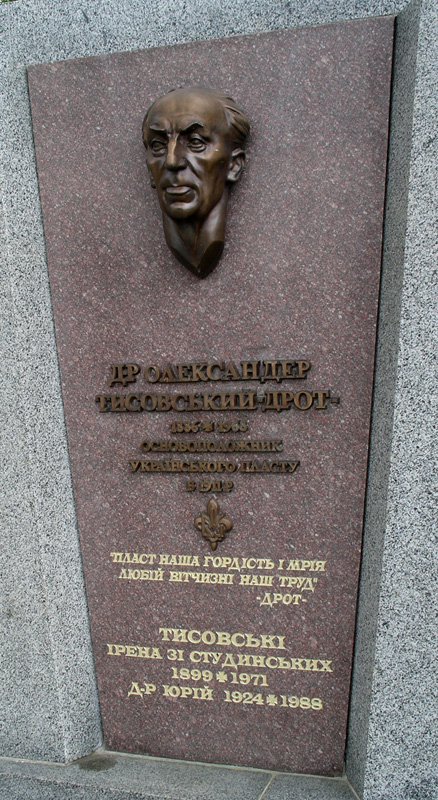
Надгробок Олександера Тисовського
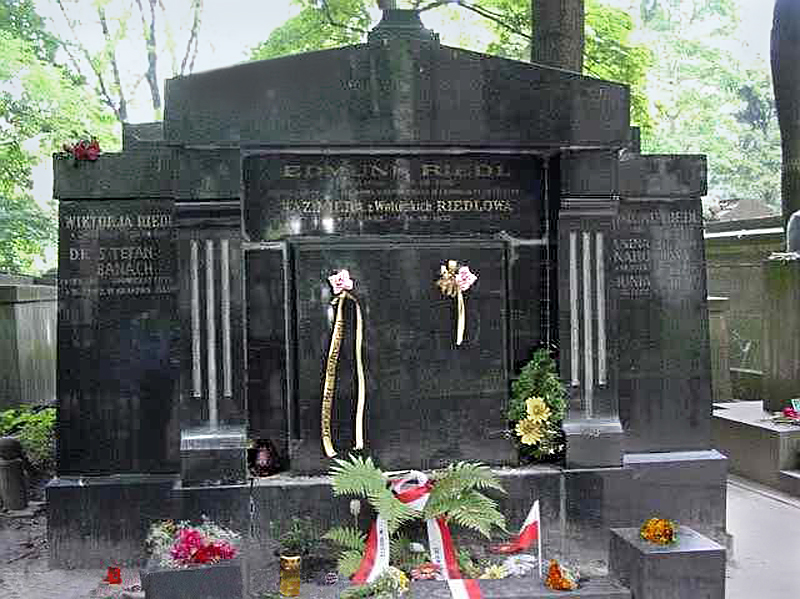
Гробниця Рідлів - тут спочиває Стефан Банах
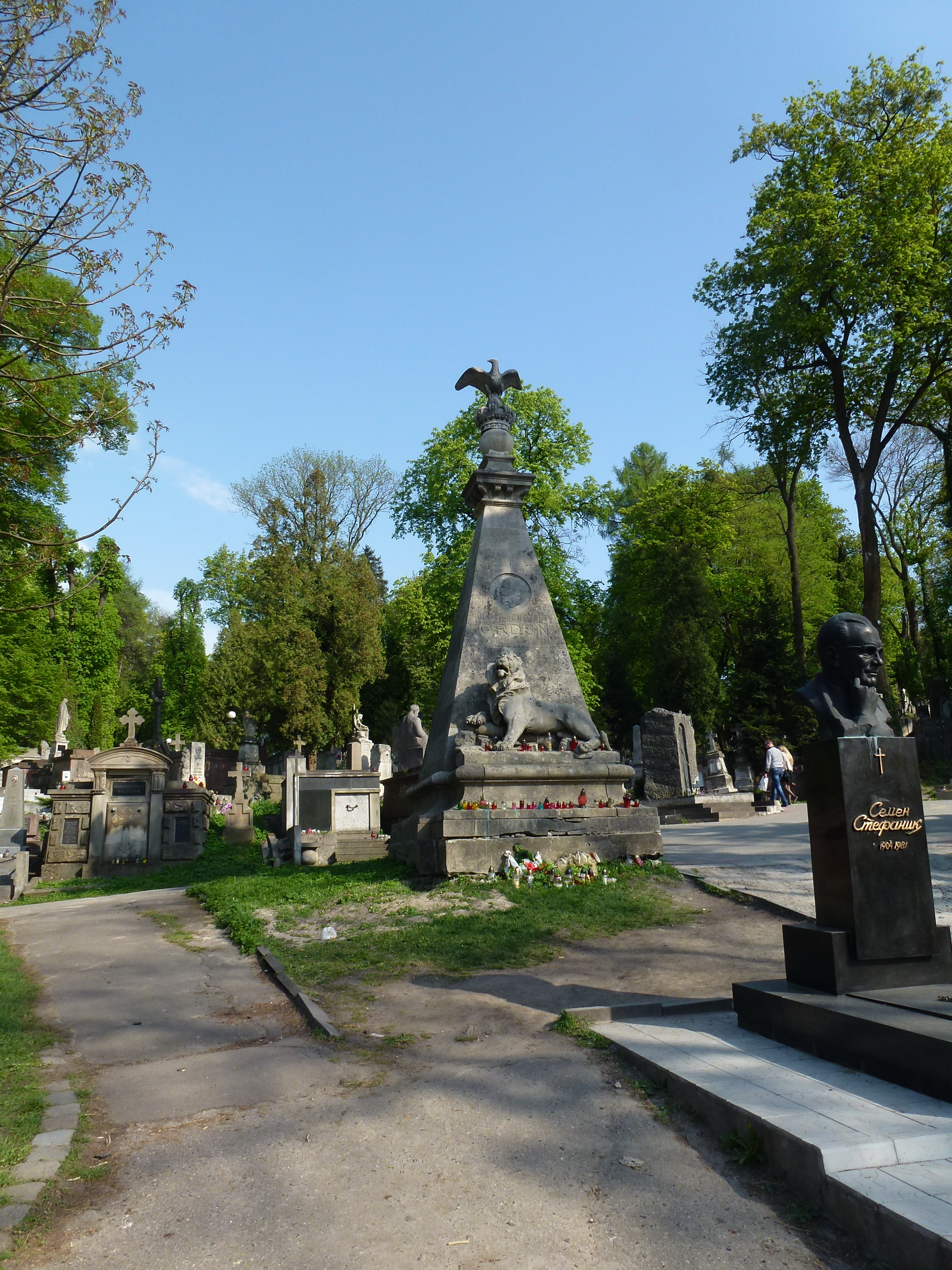
Надгробок Юліана Константина Ордона, скульптор Т. Баронч
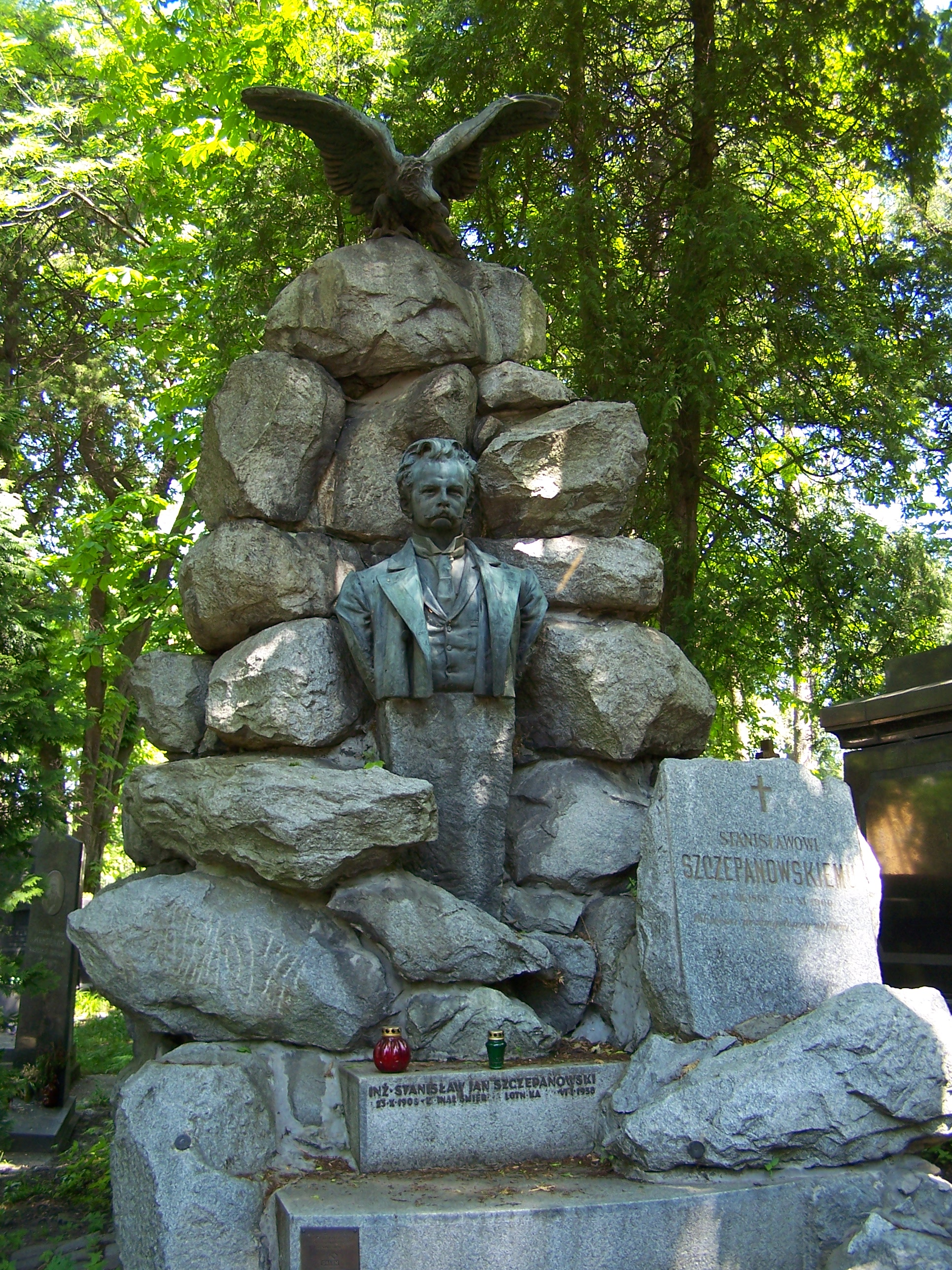
Надгробок Станіслава Щепановського
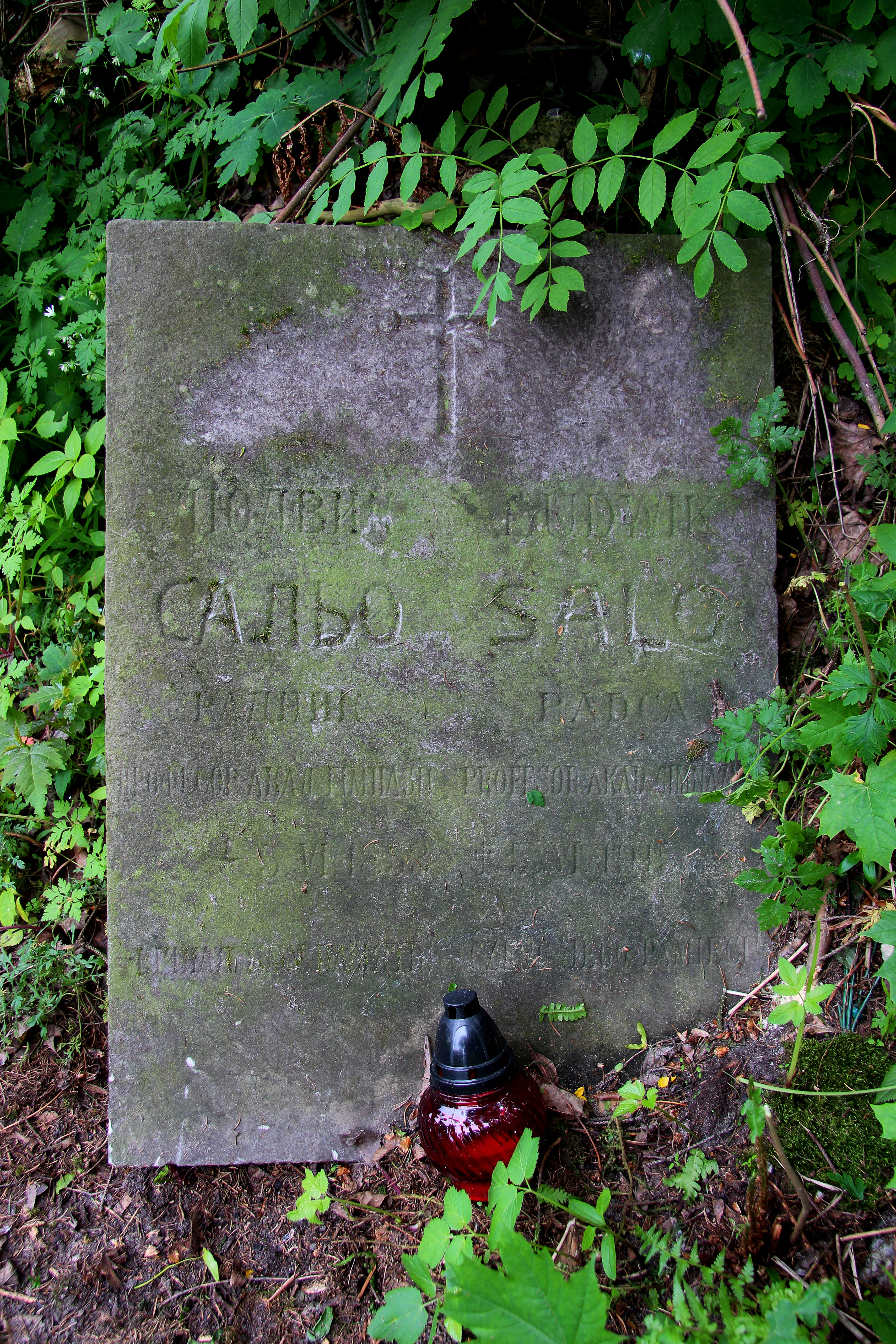
Могила Людвига Сальо
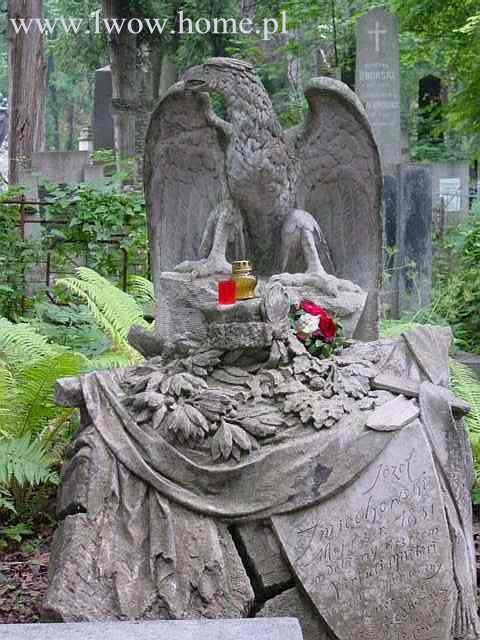
Надгробок генерала Юзефа Сьмеховського
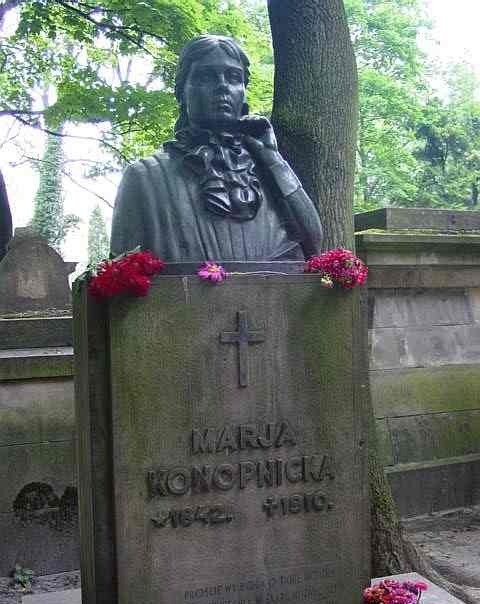
Надгробок Марії Конопницької. Скульптура авторства Люни Дрекслер
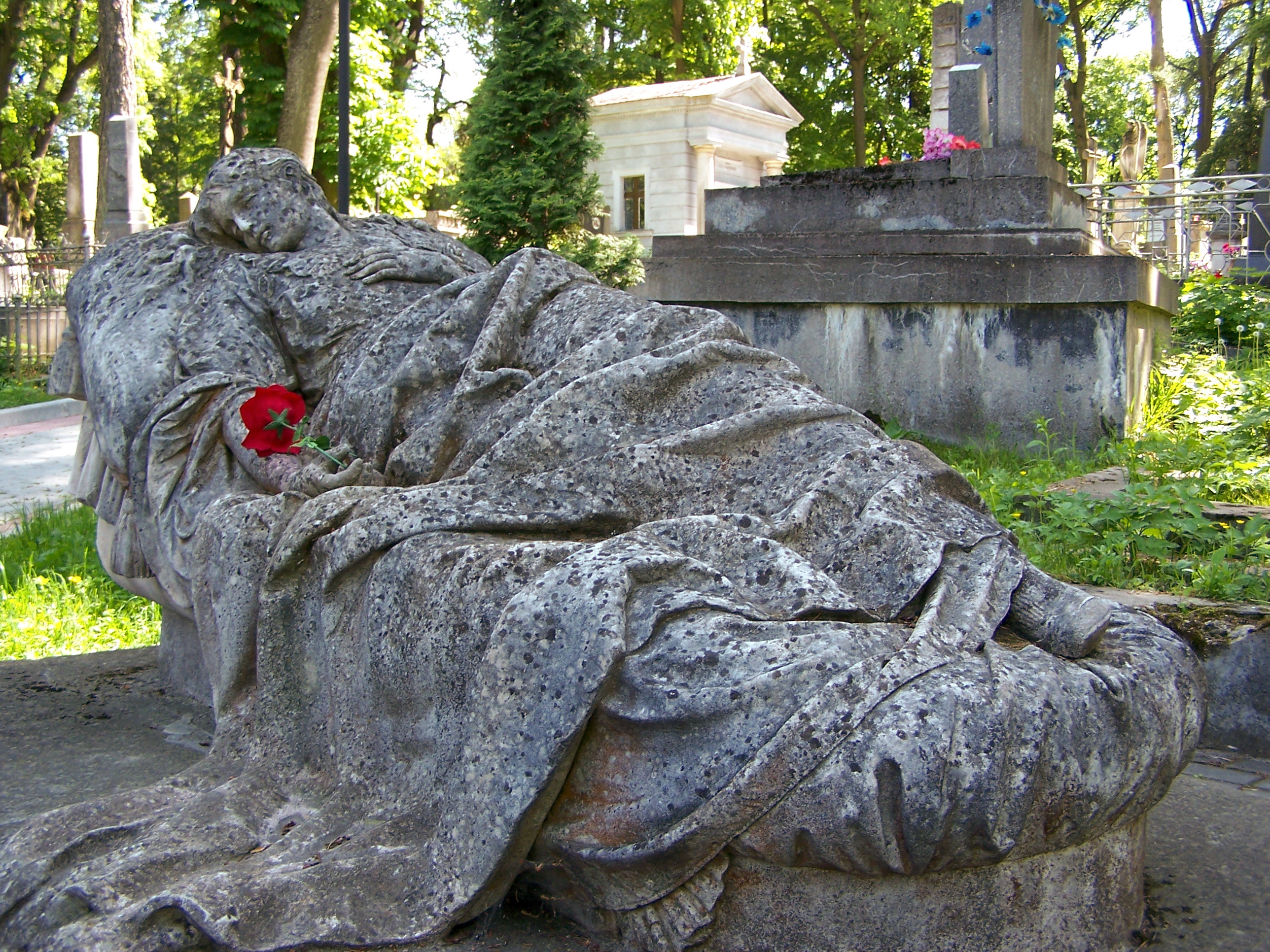
Надгробок Ванди Марковської
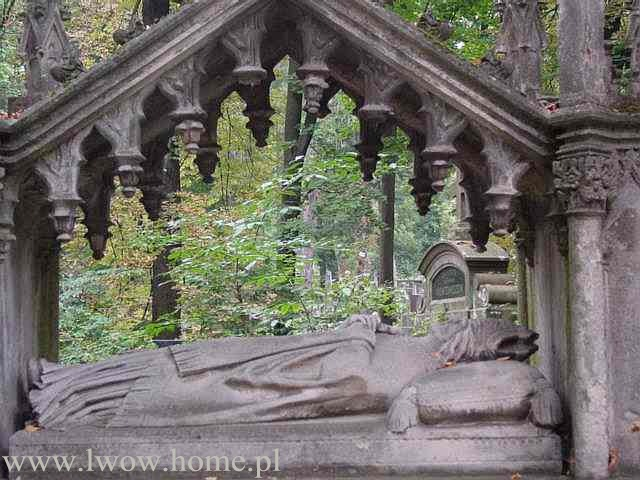
Надгробок вірмено-католицького архієпископа Кирила Стефановича
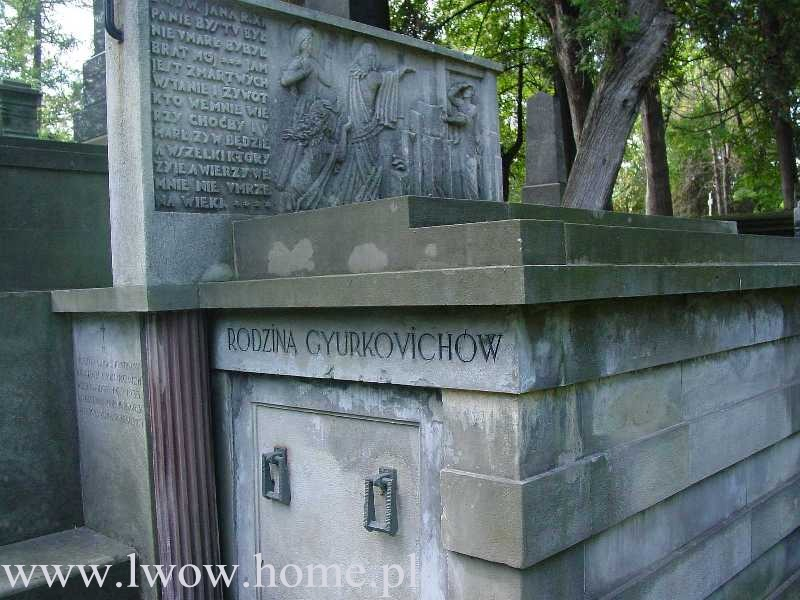
Гробівець родини Гюрковичів
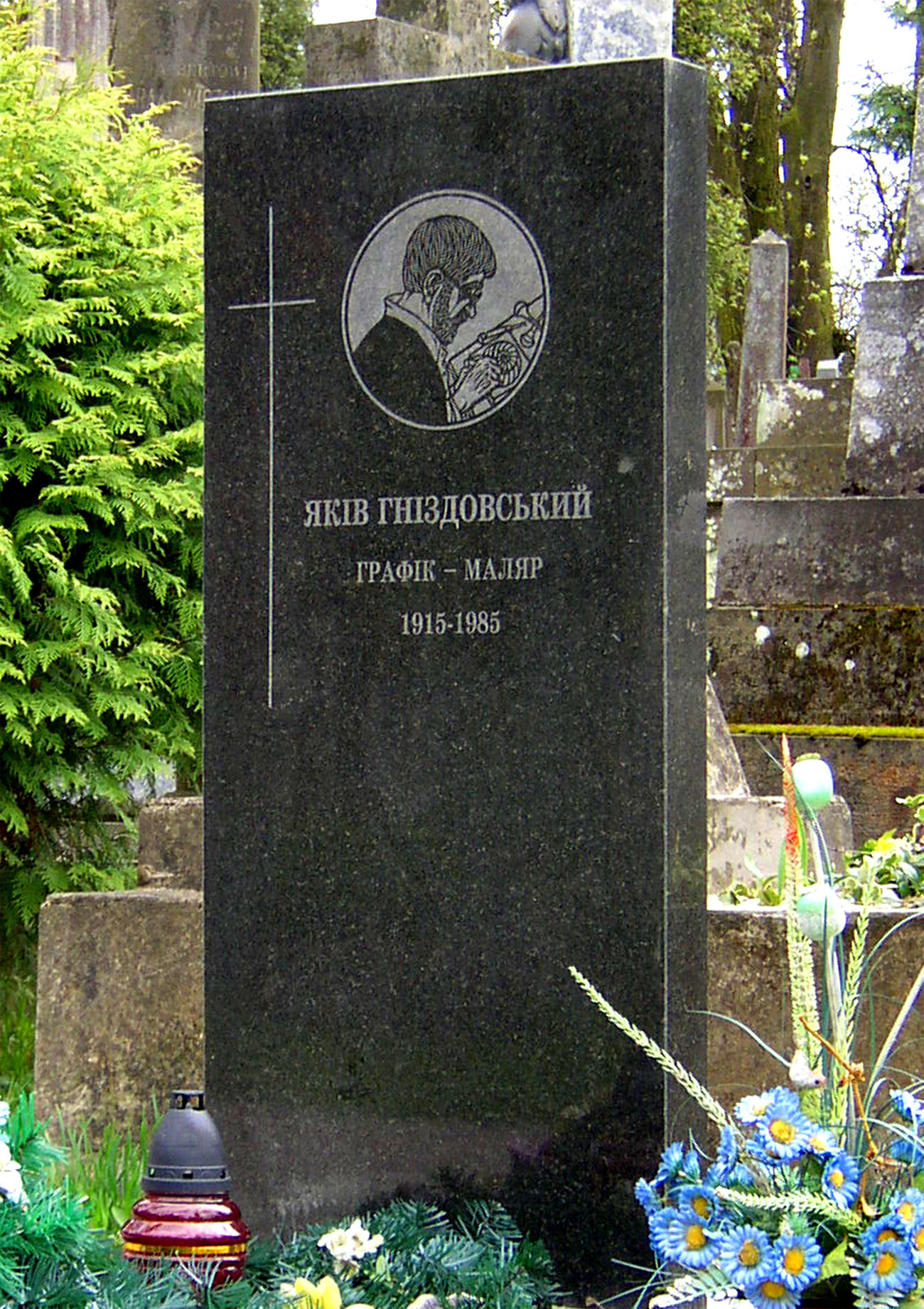
Надгробок Якова Гніздовського
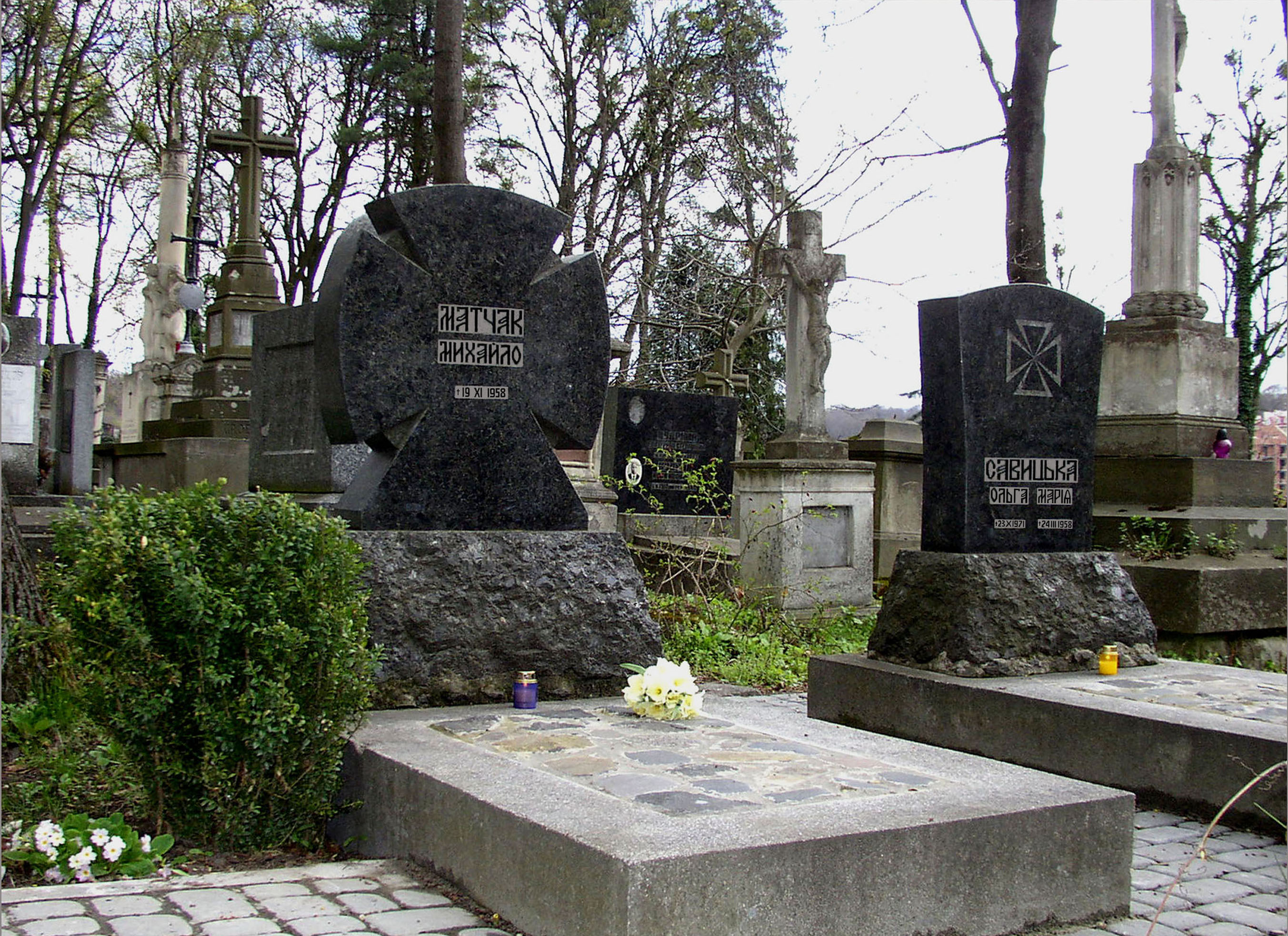
Надгробок Михайла Матчака
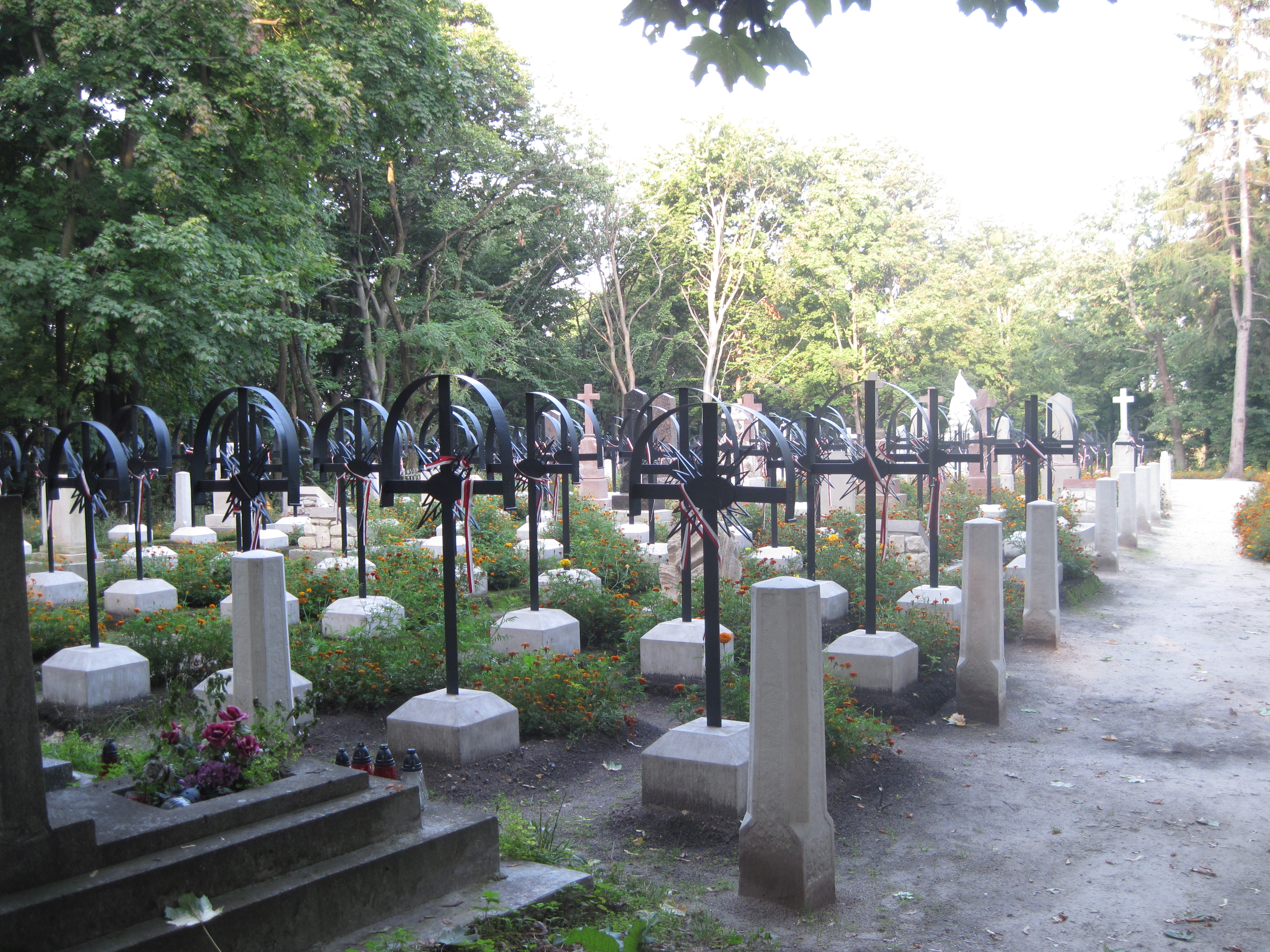
Поле поховань учасників повстання 1863 року
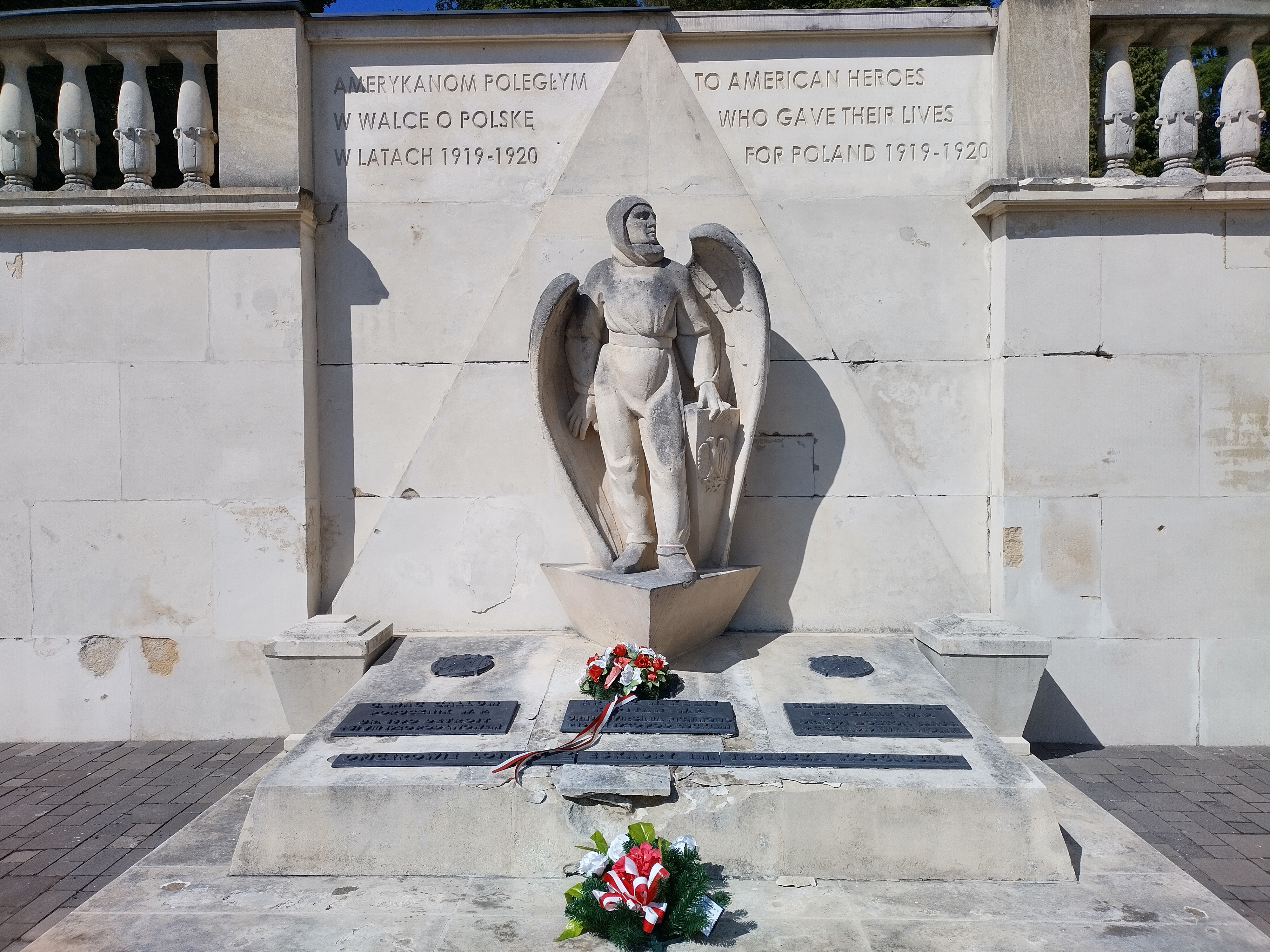
Пам'ятник американським авіаторам, які віддали життя за Польщу 1919-1920 роках
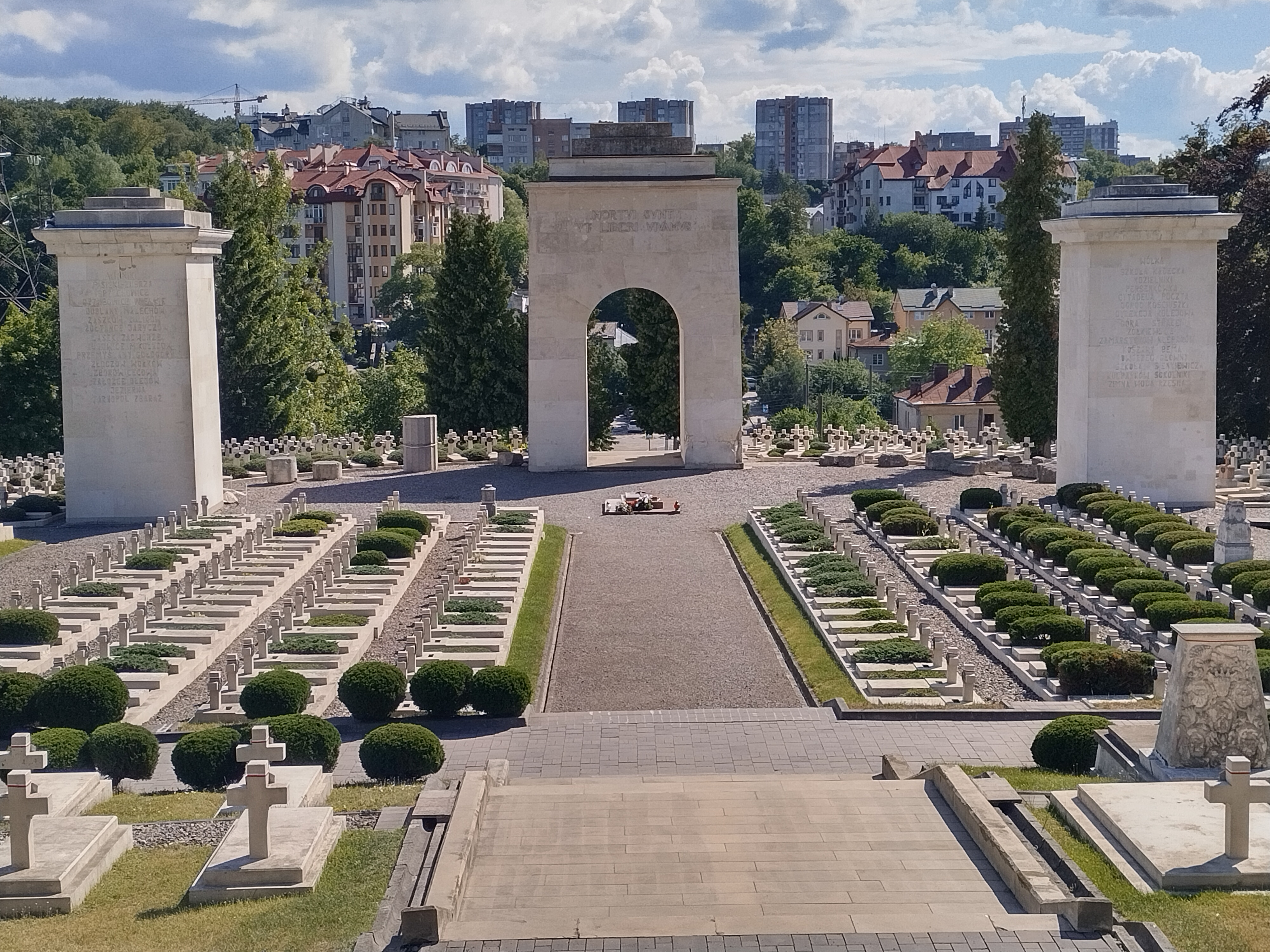
Меморіал львівських орлят
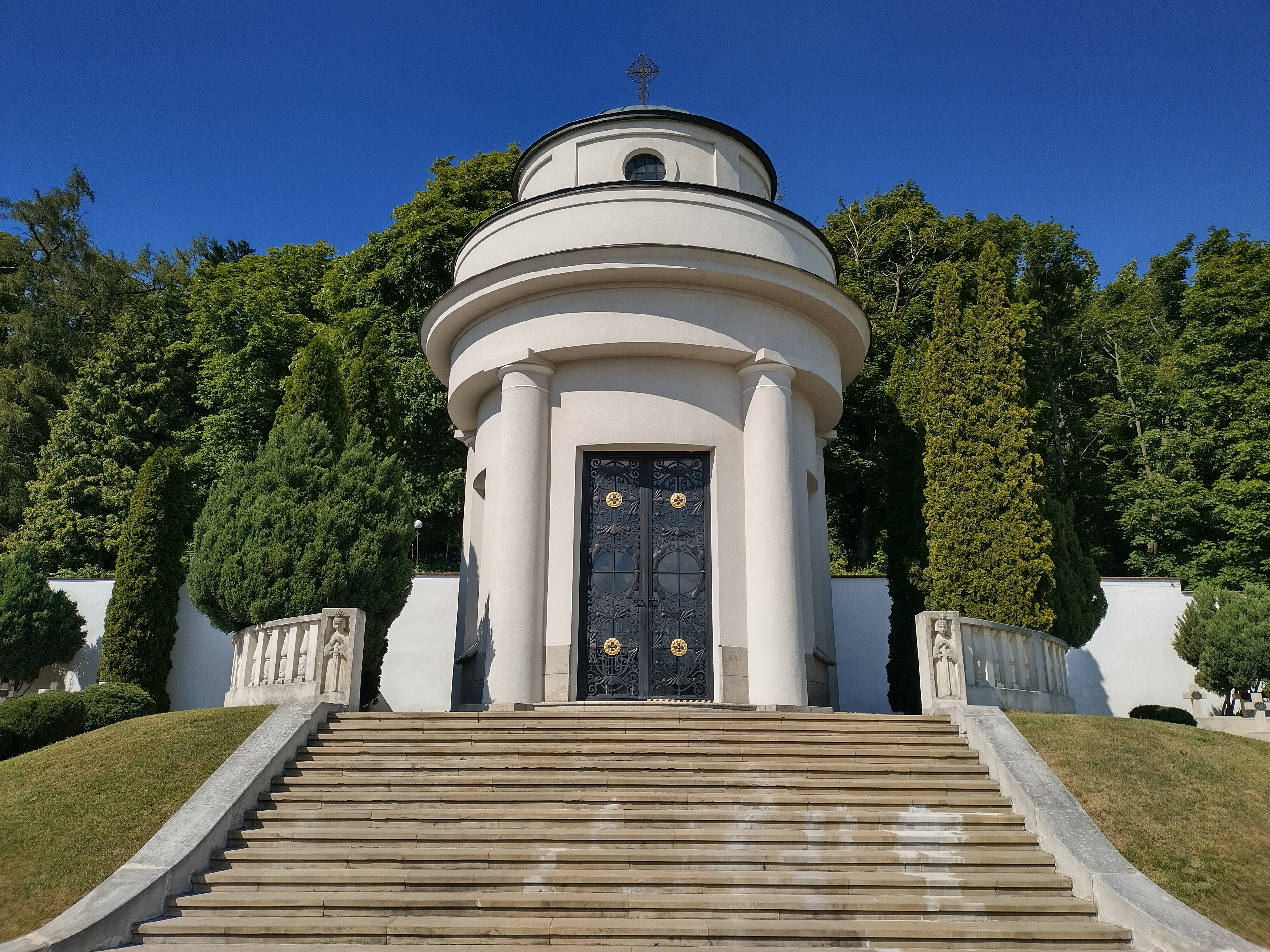
Каплиця на цвинтарі захисників Львова

## Символіка цвинтарної скульптури
На пам’ятниках Личаківського цвинтаря зустрічається велика кількість символів, що уособлюють смуток родини за втратою близької людини, професію померлого при житті, його релігійні погляди.
Найпоширенішими символами є зображення хреста, святих, розп’яття, дерева, колони, плакальниць та ін..
Зображення хреста на цвинтарі символізує не лише смерть Ісуса через розп’яття, а й чотири сторони світу, птаха з розпростертими крилами, життєве терпіння людини. Типовим сюжетом також є зображення розп’ятого Ісуса. Для Личаківського цвинтаря характерний католицький варіант Розп’яття – тіло Ісуса прикріплено до хреста за допомогою трьох цвяхів – двома цвяхами закріплені руки, а ноги з’єднані докупи і прикріплені одним цвяхом.  
З кінця ХІХ ст.. популярно стало зображати святих покровителів померлих. Найбільш розповсюдженими є зображення св. Марії, Анни, Івана, Василія, Онуфрія, Варвари та ін.. 
Ще одним характерним символом для Личакова є зображення дерева (дуба). Воно вважається символом життя людини і також уособлює родовід. Зламане дерево символізує передчасну смерть людини, як правило молодого хлопця, який не залишив по собі нащадків. Те ж саме означає зламана колона. 
Популярними також є виноградна лоза (символ крові Господньої) та чаша (страждання Ісуса Христа). Брама на цвинтарі означає ворота смерті, через які можуть пройти лише ті, хто вже покинув цей світ. 
Часто у вигляді пам’ятника на могилі можна побачити плакальницю – жінку, що оплакує померлого і уособлює скорботу всієї родини за ним. 
Мак символізує вічний сон і смерть, череп – скороминучість людського життя. 
Часто на цвинтарі можна побачити скульптури Ангела з маковим вінком або маківкою. Це Танатос – ангел смерті. Його також зображають з смолоскипом у руках, який він намагається загасити. Полум'я цього смолоскипа – це згасле життя людини.
На цвинтарі також можна зустріти зображення птахів і тварин.
Сокіл – це символ вірності і любові, левів зображають на могилах військових як символ сили волі і мужності, а пегасів на могилах поетів – як символ творчого натхнення.[джерело?]

## Керівництво музею-заповідника «Личаківський цвинтар»
1990–1996 — директор заповідника — Григорій Лупій.
1997–2012 — директор заповідника — Ігор Гавришкевич
Після відсторонення від керівництва заповідником Ігоря Гавришкевича на цю посаду призначено Михайла Нагая.
З 2024 року цвинтарем керує Павло Богайчик. 